# Pseudodebis valentina
Pseudodebis valentina är en fjärilsart som beskrevs av Pieter Cramer 1782. Pseudodebis valentina ingår i släktet Pseudodebis och familjen praktfjärilar. Inga underarter finns listade i Catalogue of Life.

## Bildgalleri

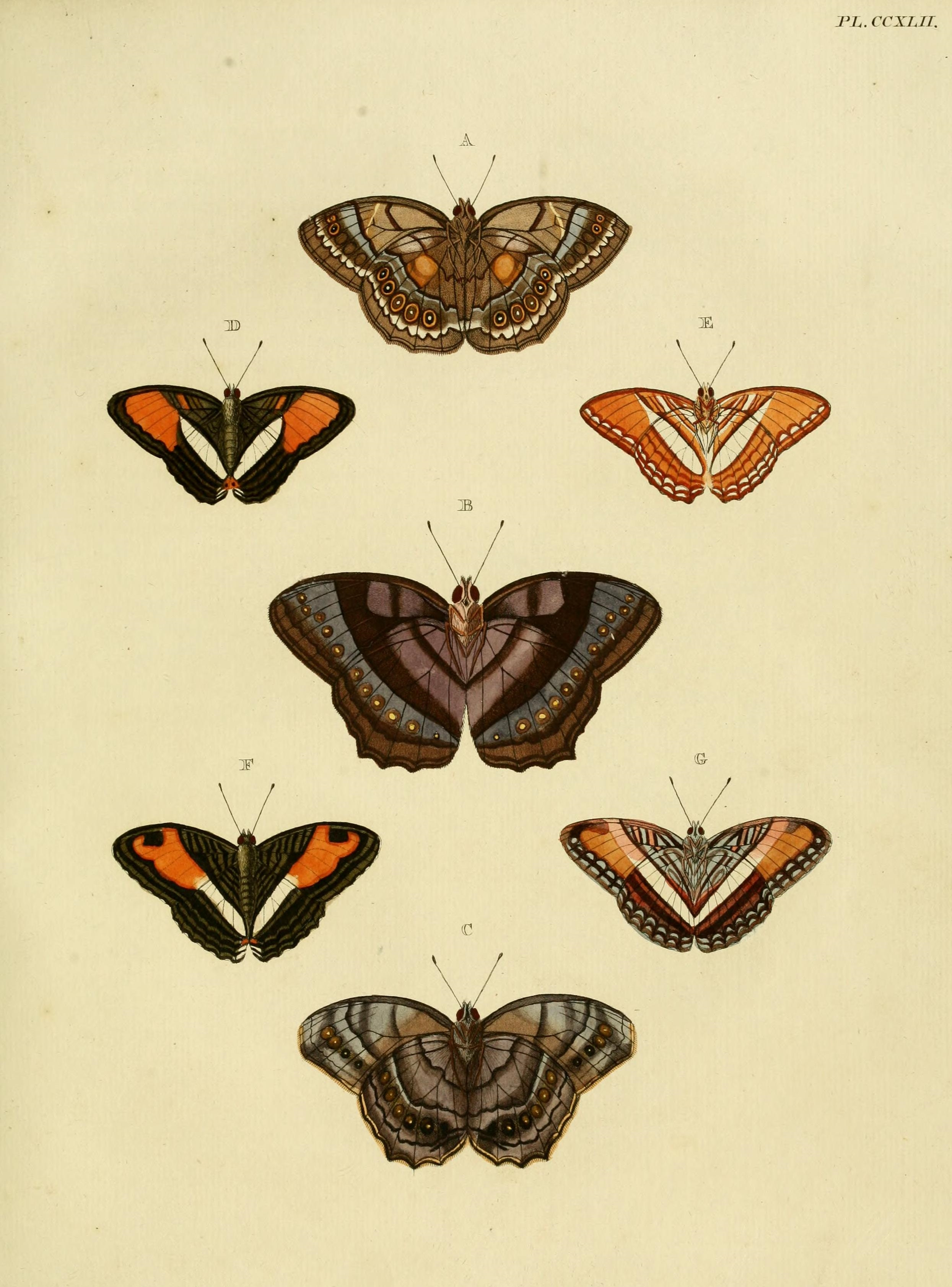
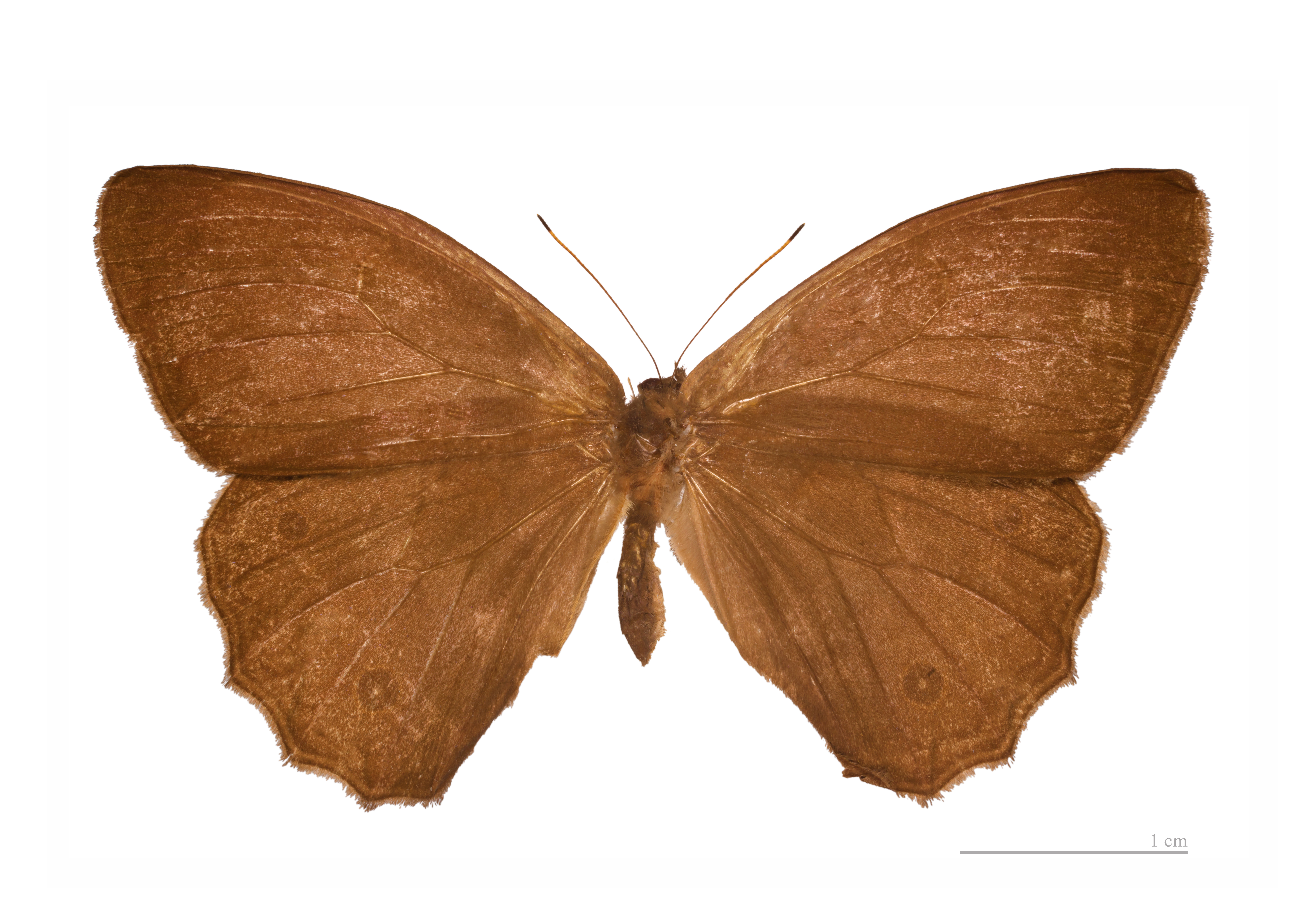
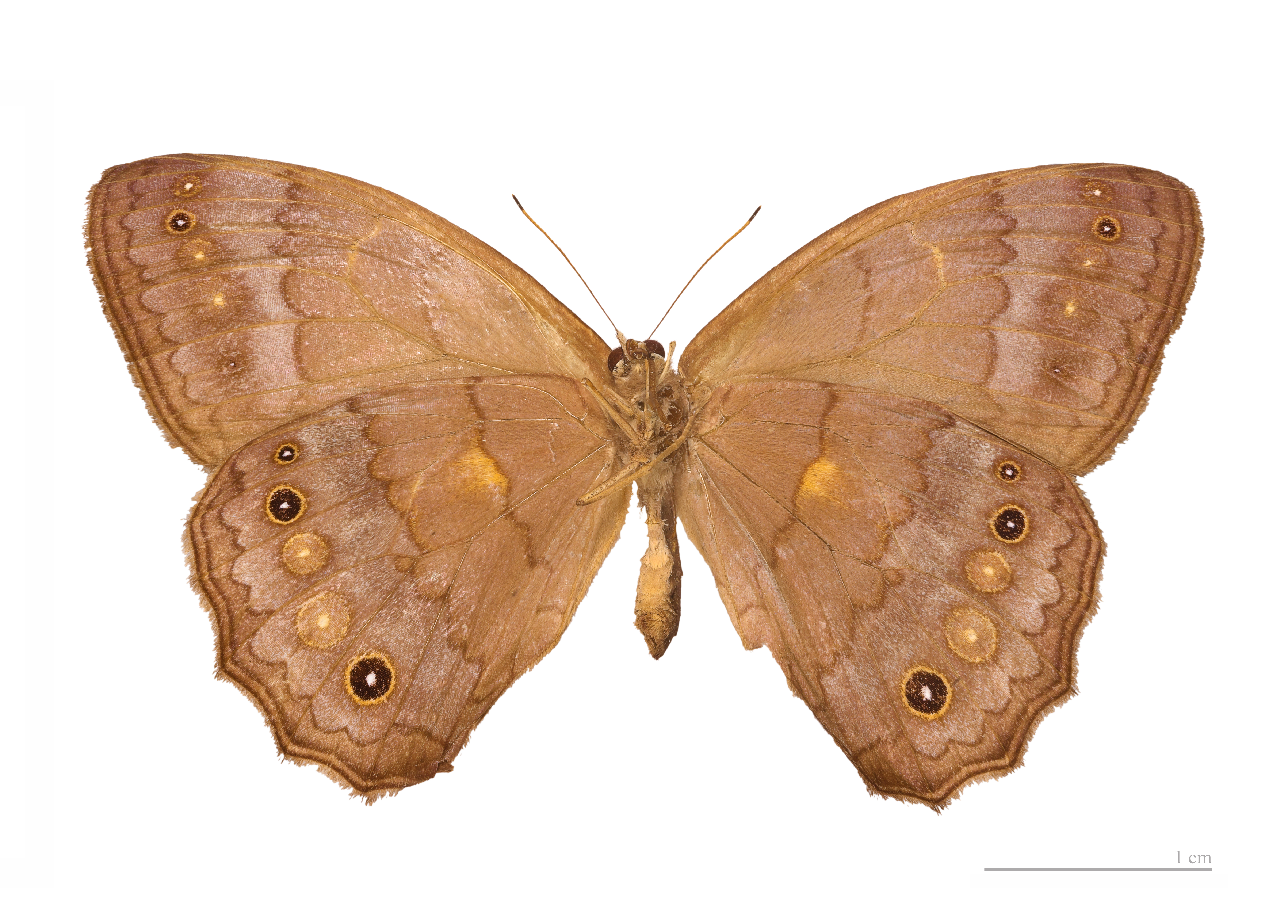